# Olle Andersson (musiker)
Anders Olof (Olle) Andersson, född 3 augusti 1914 i Söräng i Forsa församling i Gävleborgs län, död 25 december 2004 i Delsbo församling i samma län, var en svensk musiker (fiol).
Olle Anderson är begravd på Delsbo kyrkogård.

## Filmografi
- 1950 – Rågens rike - musiker vid dansen